# Kościół Wniebowstąpienia Pańskiego i klasztor Misjonarzy w Wilnie
Kościół Wniebowstąpienia Pańskiego (lit. Vilniaus Viešpaties Dangun Žengimo bažnyčia), także: kościół Misjonarzy (lit. Vilniaus Misionierių bažnyčia) – kościół położony przy ulicy Subačiaus (pol. Subocz) 28 w Wilnie, tworzy kompleks budowli wraz z przyległym klasztorem Misjonarzy.

## Historia

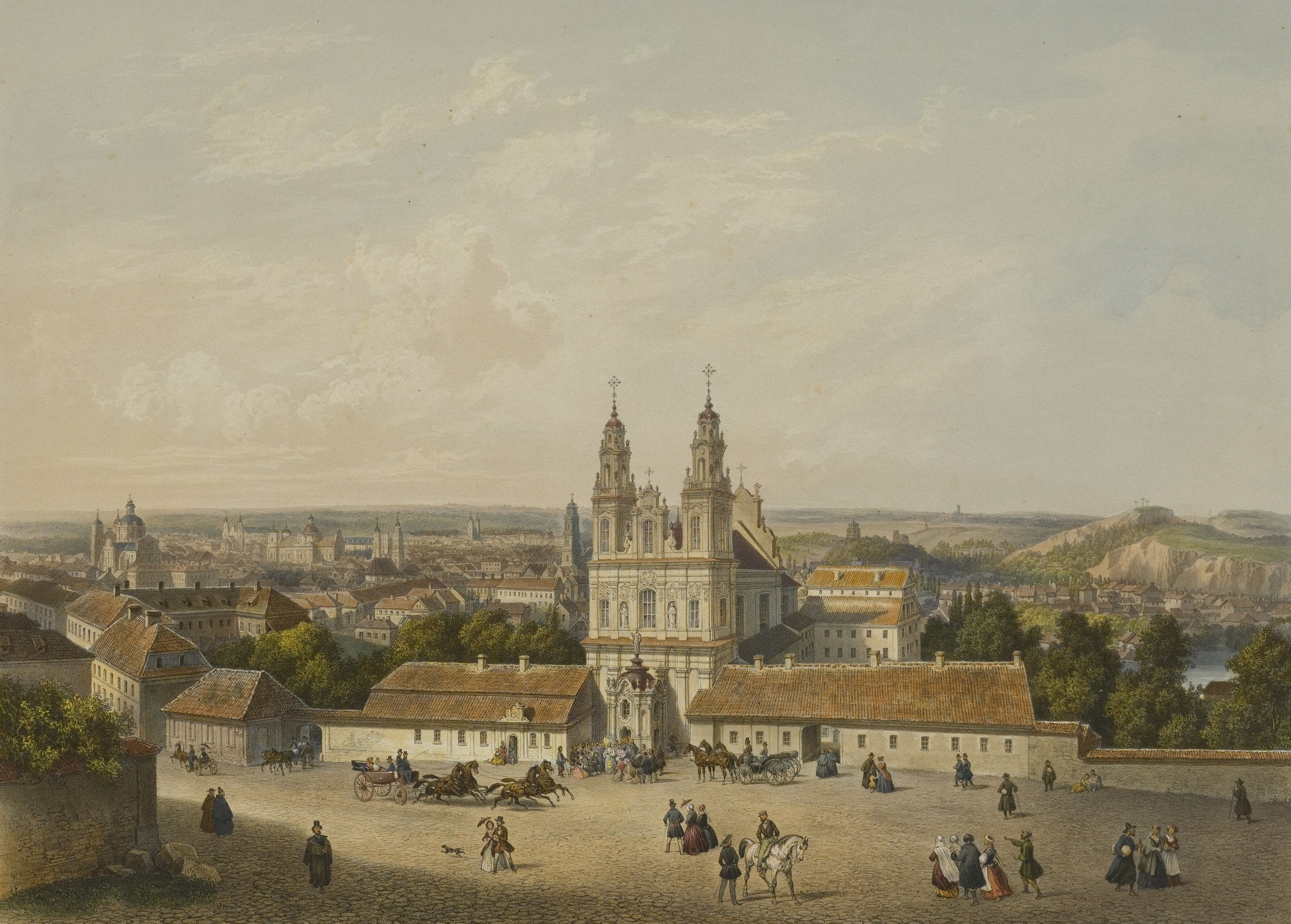
Kościół Wniebowstąpienia Pańskiego na obrazie Zygmunta Vogla z ok. 1800

Księża misjonarze przybyli do Rzeczypospolitej z Francji. Zajmowali się głównie kształceniem duchowieństwa. Ich klasztor w Wilnie powstał z fundacji wojskowego inflanckiego Teofila Platera i jego żony Aleksandry. W 1695 roku księża misjonarze na Górze Zbawienia rozpoczęli budowę kościoła pod wezwaniem Wniebowstąpienia Pańskiego. W 1706 roku dach kościoła spłonął w pożarze. Budowa została chwilowo wstrzymana w 1708 roku z powodu najazdu armii szwedzkiej. Dokończenie budowy dużego murowanego kościoła świątyni możliwe było dzięki hojności ofiarodawców wspieranych przez fundatora, tutaj należy przede wszystkim wymienić kasztelana nowogródzkiego, oboźnego Wielkiego Księstwa Litewskiego Antoniego Nowosielskiego – to z jego środków w 1722 roku wybudowane zostały m.in. dwie wieże kościoła i fronton. Budowa trwała do 1730 roku. Nie jest znany z nazwiska ani projektant budowli, ani jej budowniczy. Być może było ich kilku, wziąwszy pod uwagę stosunkowo długi czas powstawania kościoła.
W latach 1753–1757 nastąpiła generalna przebudowa świątyni, zwłaszcza jeśli chodzi o jej wystrój zewnętrzny. Autorem przebudowy był pochodzący z Valsoldy architekt – Antonio Paracca. Godna uwagi jest fasada świątyni ze smukłymi, pięciokondygnacyjnymi wieżami o delikatnej, ażurowej konstrukcji. Przed fasadą zbudowano kopułową kruchtę na planie ośmioboku wywodzącą się w swojej formie z Piemontu. Wraz z kościołem powstał monumentalny gmach klasztorny i inne budynki, w tym niska, przyuliczna oficyna podkreślająca – na zasadzie kontrastu – doskonałość kompozycyjną bryły kościoła.
W 1772 roku w konwencie żyło 34 księży, kleryków i braci. Księża prowadzili dwa seminaria, liczne misje, szkołę i drukarnie, a placówka w całej prowincji ustępowała tylko najstarszemu ich klasztorowi – św. Krzyża w Warszawie. W 1800 do kościoła Wniebowstąpienia Pańskiego przeniesiono parafię św. Józefa i św. Nikodema dla południowo-wschodnich przedmieść Wilna. W 1812 roku wojska Napoleona maszerujące na Moskwę wyrządziły wiele szkód kościołowi.
Jesienią 1823 roku osadzono tutaj Jana Czeczota oraz Aleksandra Mickiewicza (brata Adama Mickiewicza), aresztowanych w związku ze śledztwem filarecko-filomackim.
Po powstaniu listopadowym dokonano kasaty zgromadzenia. W gmachach początkowo mieściło się więzienie, a następnie koszary (1838). W latach 1842–1862 kościół był zamknięty, a część jego wyposażenia (ołtarz, ambona) przewieziono do kościoła w Ejszyszkach.
W 1862 kościół został otwarty, ale jego wnętrza już nigdy nie udało się przywrócić do dawnej świetności.
W 1919 po odzyskaniu niepodległości przez Polskę księża misjonarze powrócili do swojego klasztoru. Przez cały okres międzywojenny prowadzili gimnazjum męskie.
Po wojnie kościół został zamknięty, a w gmachu klasztornym urządzono szpital. Wg wspomnień Vladasa Drėmy wnętrza kościoła zostały zniszczone na polecenie litewskiego architekta Jonasa Glemžy.
Niewiele się zmieniło po odzyskaniu przez Litwę niepodległości w 1990 roku.
W 1993 kościół przekazano kurii wileńskiej.
W czerwcu 2021 roku od renowacji wschodniej wieży rozpoczęła się rewitalizacja zespołu kościoła Wniebowstąpienia Pańskiego i klasztoru Misjonarzy. Zezwolenie na prace budowlane zostało wydane przez Urząd Mera Wilna w marcu tego samego roku. „Odrodzenie kościoła i klasztora Misjonarzy rozpocznie się od konserwacji wieży wschodniej. Prace związane z zarządzaniem dziedzictwem wymagały dużych nakładów, więc sama konserwacja elewacji z wieżami może trwać od 2 do 3 lat. Mamy nadzieję, że w przyszłości jeden z najpiękniejszych zespołów barokowych Wilna będzie otwarty dla pielgrzymów i gości miasta” – przekazał Mykolas Juozapavičius, ekonomista Archidiecezji Wileńskiej.

## Klasztor
Klasztor powstał równocześnie z kościołem, jego wschodnią część stanowił wzniesiony w latach 1640–1650 pałac Sanguszków. W 1773 w przylegającym do klasztoru pałacu Sanguszków powstało seminarium duchowne diecezji wileńskiej, od 1803 rozpoczęła działalność szkoła parafialna. Po upadku powstania listopadowego władze urządziły tu więzienie, w 1844 klasztor zamknięto i urządzono w jego pomieszczeniach szpital wojskowy. Od 1848 przez osiem lat mieściło się tu prawosławne konsystorium duchowne, a następnie przez trzy lata szkoła żeńska. W 1859 ulokowano tu szpital psychiatryczny, a od 1874 Towarzystwo Dobroczynności. Współcześnie znajduje się tu szpital.

## Architektura

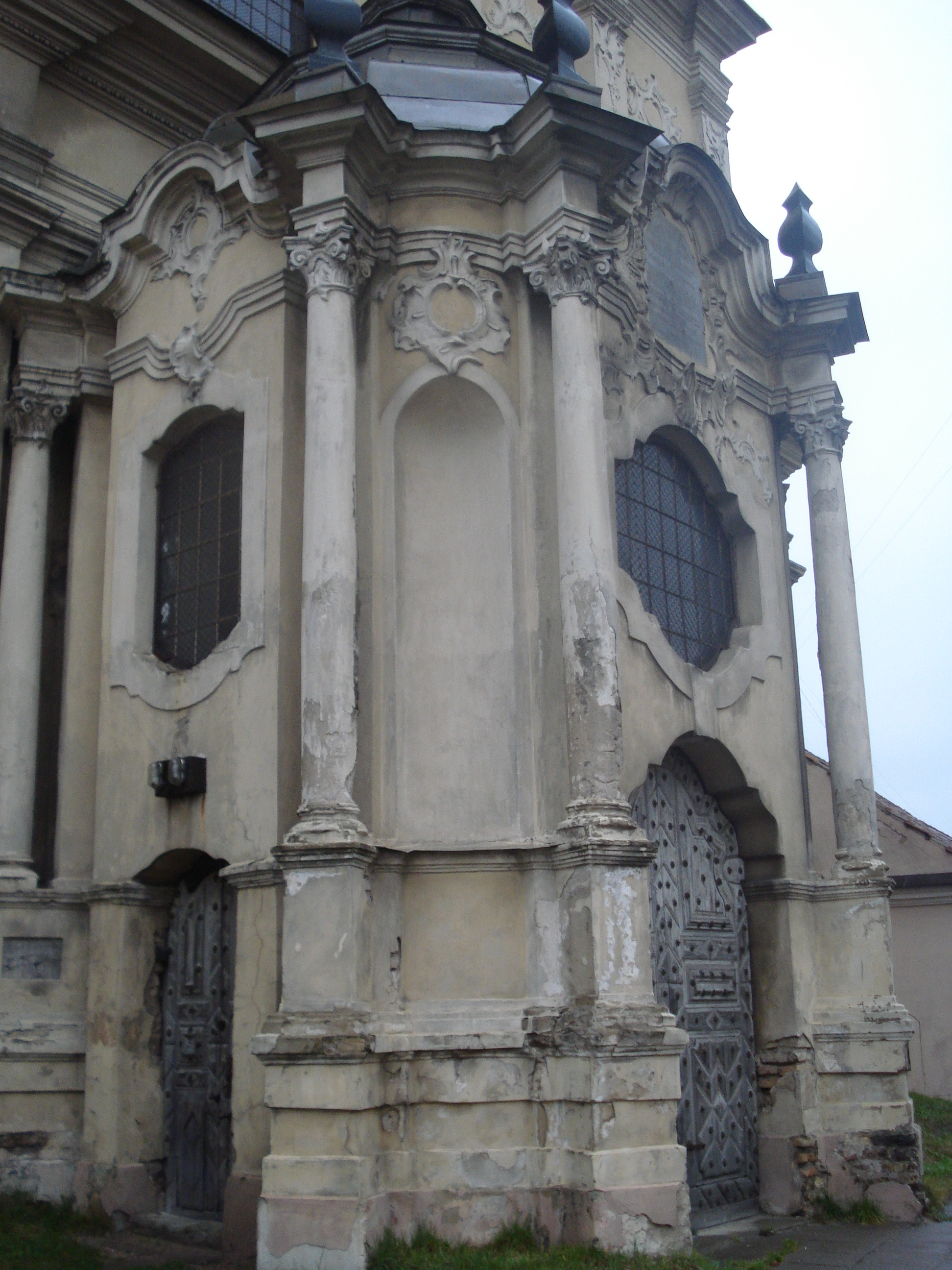
Kruchta

Do naszych czasów przetrwała oryginalna bryła świątyni zbudowanej jako trójnawowa bazylika, z jednonawowym prezbiterium, z niepowtarzalnym rokokowym wystrojem elewacji, który świątynia otrzymała w 1754 podczas wspomnianej już przebudowy. W 1756 pojawiła się mała kruchta w kształcie tamburu, nakryta płaską kopułą, znakomicie zharmonizowaną z bryłą kościoła.
Wnętrze kościoła, jakkolwiek utrzymane w duchu rokoka, nie dorównuje wspaniałością wystrojowi zewnętrznemu. Wykonał je najprawdopodobniej przeciętny architekt, który wzorował się na wystroju zewnętrznym świątyni, ale nie był w stanie powtórzyć tych rozwiązań wewnątrz budynku.
Wnętrze świątyni posiada sklepienie żaglaste i jest obwiedzione toskańskimi pilastrami. W ołtarzu głównym znajdował się obraz ze sceną Czterdziestnicy. Rokokowy wystrój miał też prospekt organowy i jeden z bocznych ołtarzy, poświęcony twórcy zgromadzenia misjonarzy – św. Wincentemu à Paulo. Kaplica Zwiastowania, mieszcząca się w bocznej nawie, posiadała stary portret fundatorki Zgromadzenia Sióstr Miłosierdzia, Ludwiki Marillac. Na ścianach zakrystii wisiały, m.in. portrety współfundatora kościoła, Teofila Platera, wizytatora ks. Andrzeja Pohla, Stanisława Konarskiego. Przestrzeń wewnętrzną nakrywają sklepienia cylindryczne i krzyżowe z lunetami. We wnętrzu znajduje się 7 ołtarzy rzeźbiarskich z połowy XVIII w.
Dwie górne kondygnacje wież zdobią narożne pilastry, umieszczone na nich monety i wazony. W niszach drugiej kondygnacji fasady głównej znajdują się dwie drewniane rzeźby z XVIII wieku. - Dawid w części wschodniej i Mojżesz w części zachodniej. Wysokość postaci Dawida wynosi 2,20 m, Mojżesza 2,29 m; stoją na niskich (0,71 m i 0,61 m) profilowanych cokołach. W kościele wybudowano krypty fundatorów do pochówku. Budynek kościoła zdobią liczne barokowe posągi i dekoracje, choć wnętrze pozostało dość skromne w porównaniu z fasadą kościoła. W czasach, gdy w kościele św. Jana znajdowały się 22 ołtarze, w kościele Wniebowstąpienia było ich tylko siedem. Kościół i kaplice zdobią sceny z życia świętych oraz portrety świętych związane z działalnością misjonarzy. Kościół jest miejscem pochówku rodziny kasztelana nowogródzkiego, oboźnego Wielkiego Księstwa Litewskiego Antoniego Nowosielskiego oraz podczaszego Wielkiego Księstwa Litewskiego Leona Nowosielskiego.

## Galeria

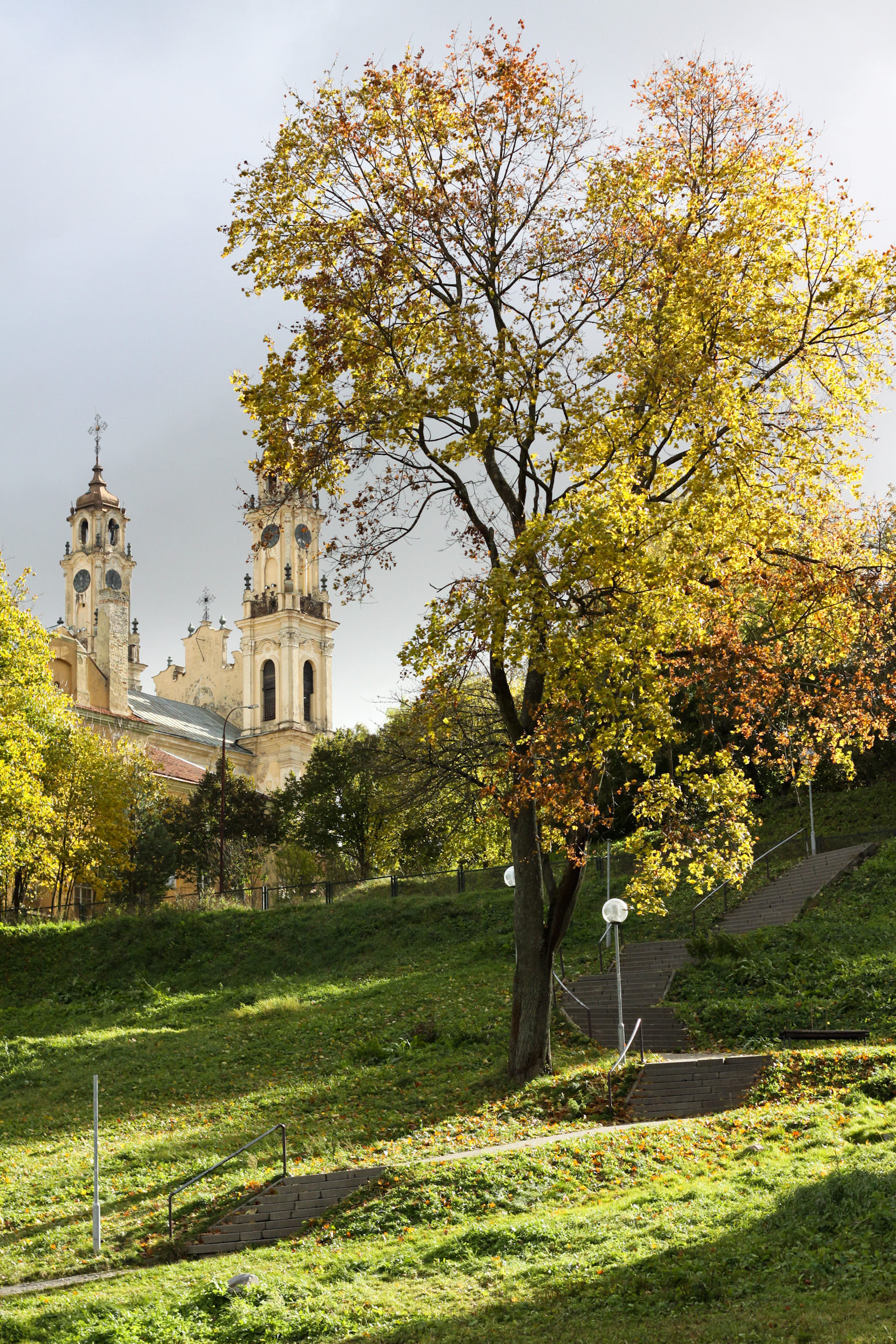
Jesień w Wilnie.
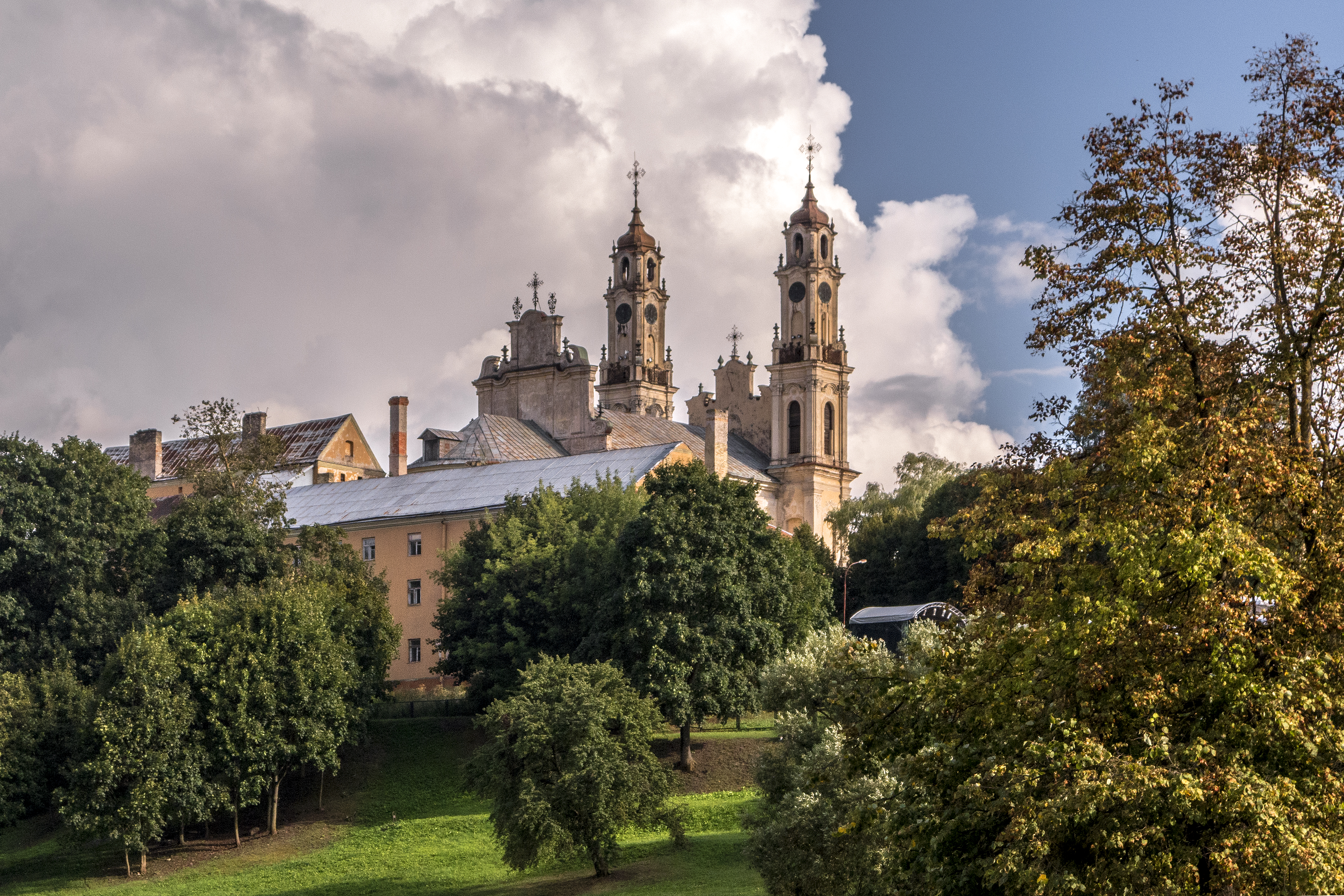
Kościół Wniebowstąpienia Pańskiego.
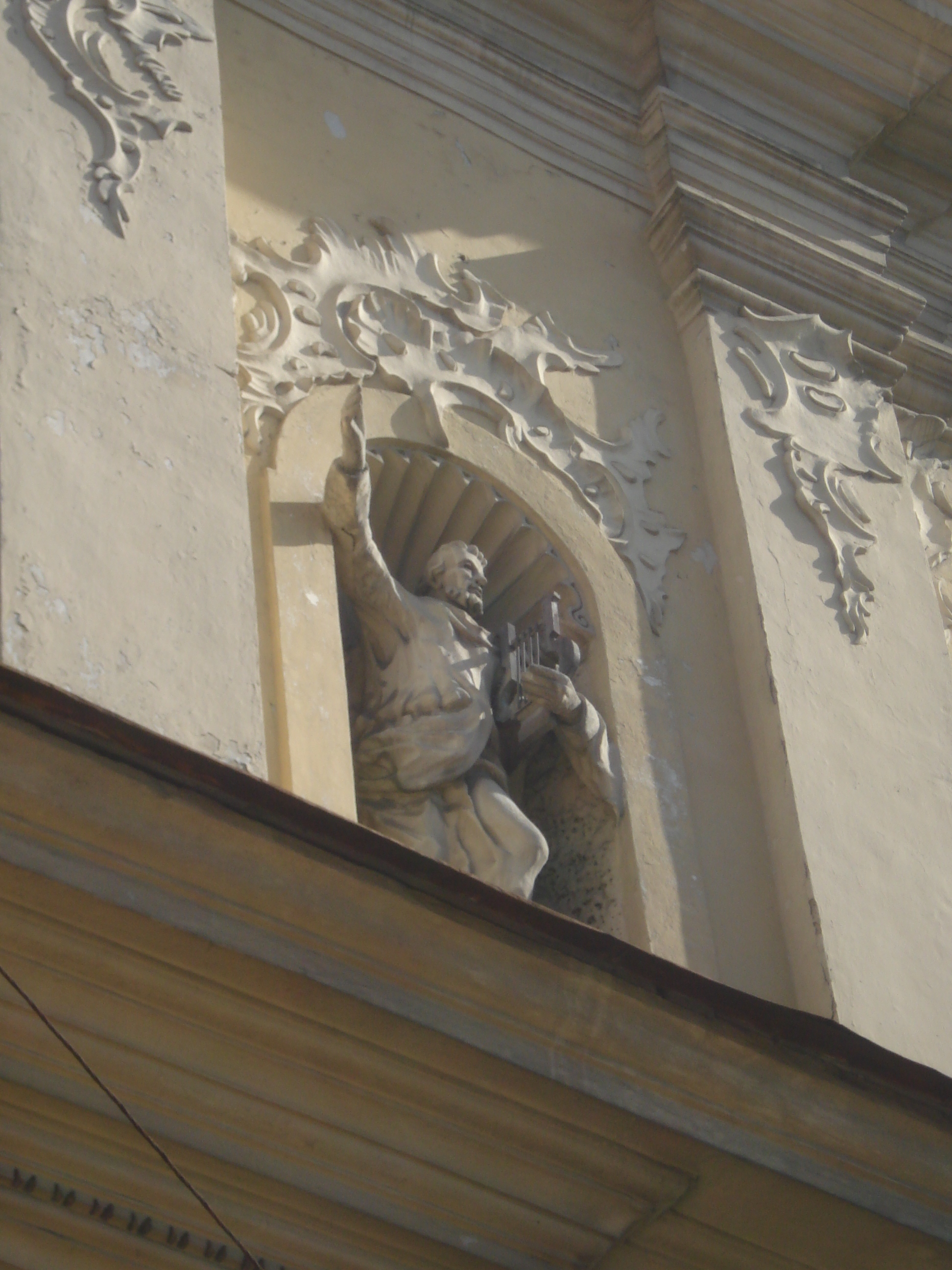
Posąg Davida na fasadzie kościoła Wniebowstąpienia Pańskiego.
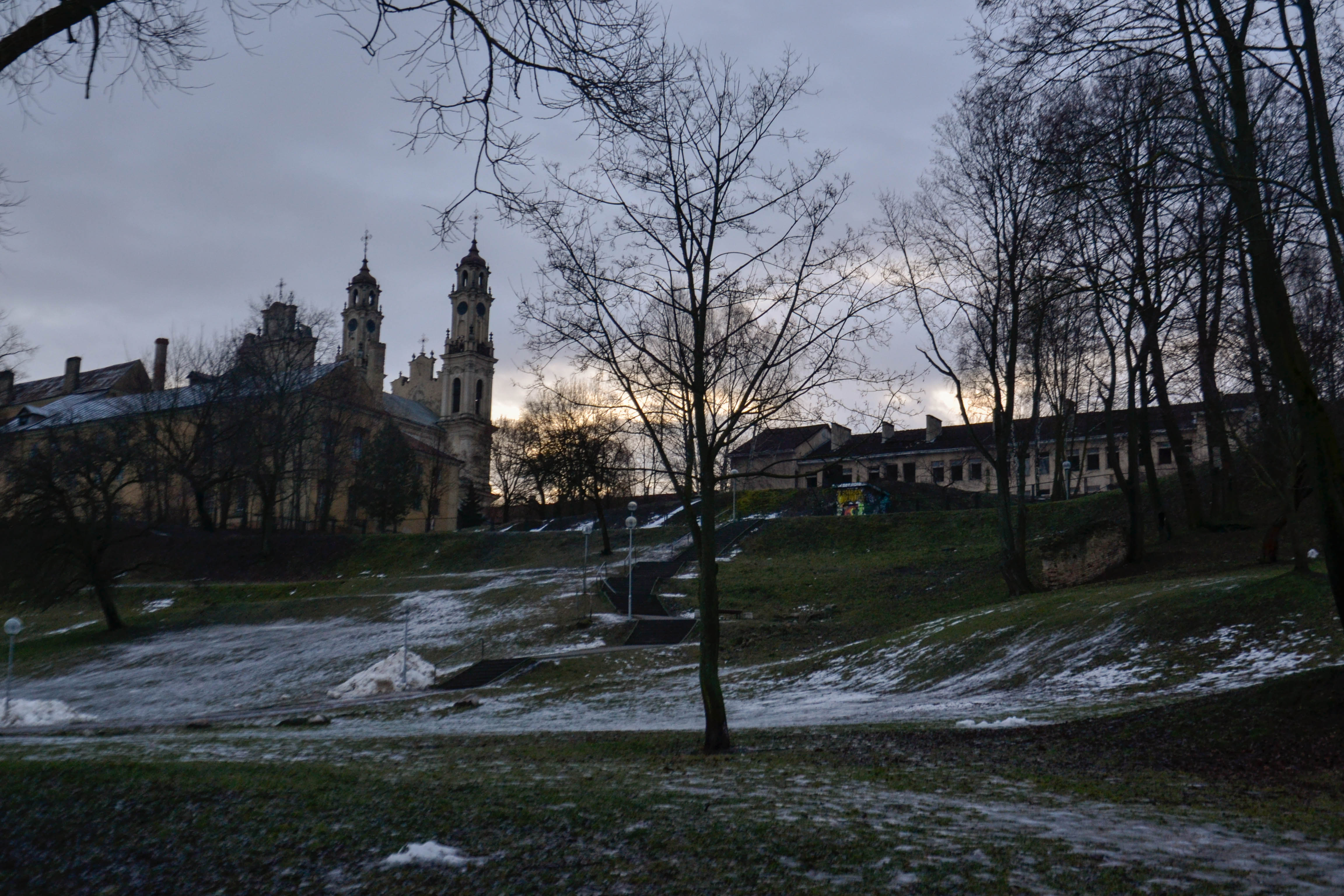
Panorama Wilna obecnie.

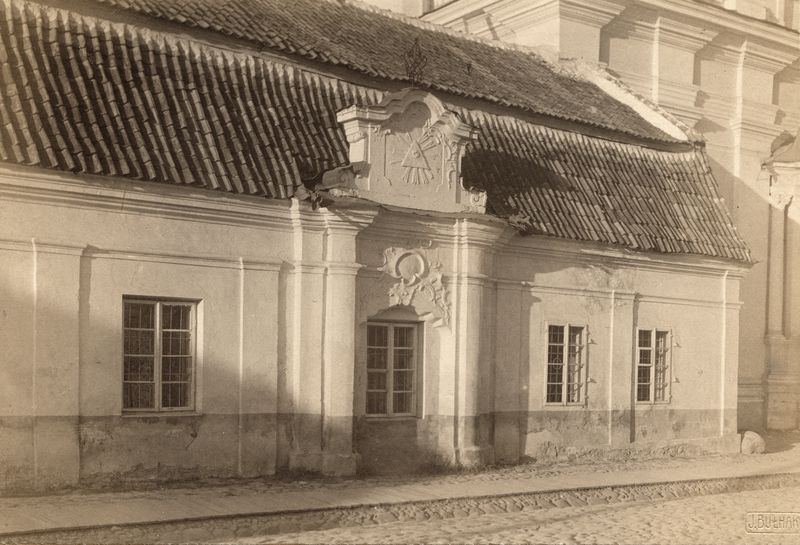
Kościół Wniebowstąpienia Pańskiego i klasztor Misjonarzy w Wilnie.
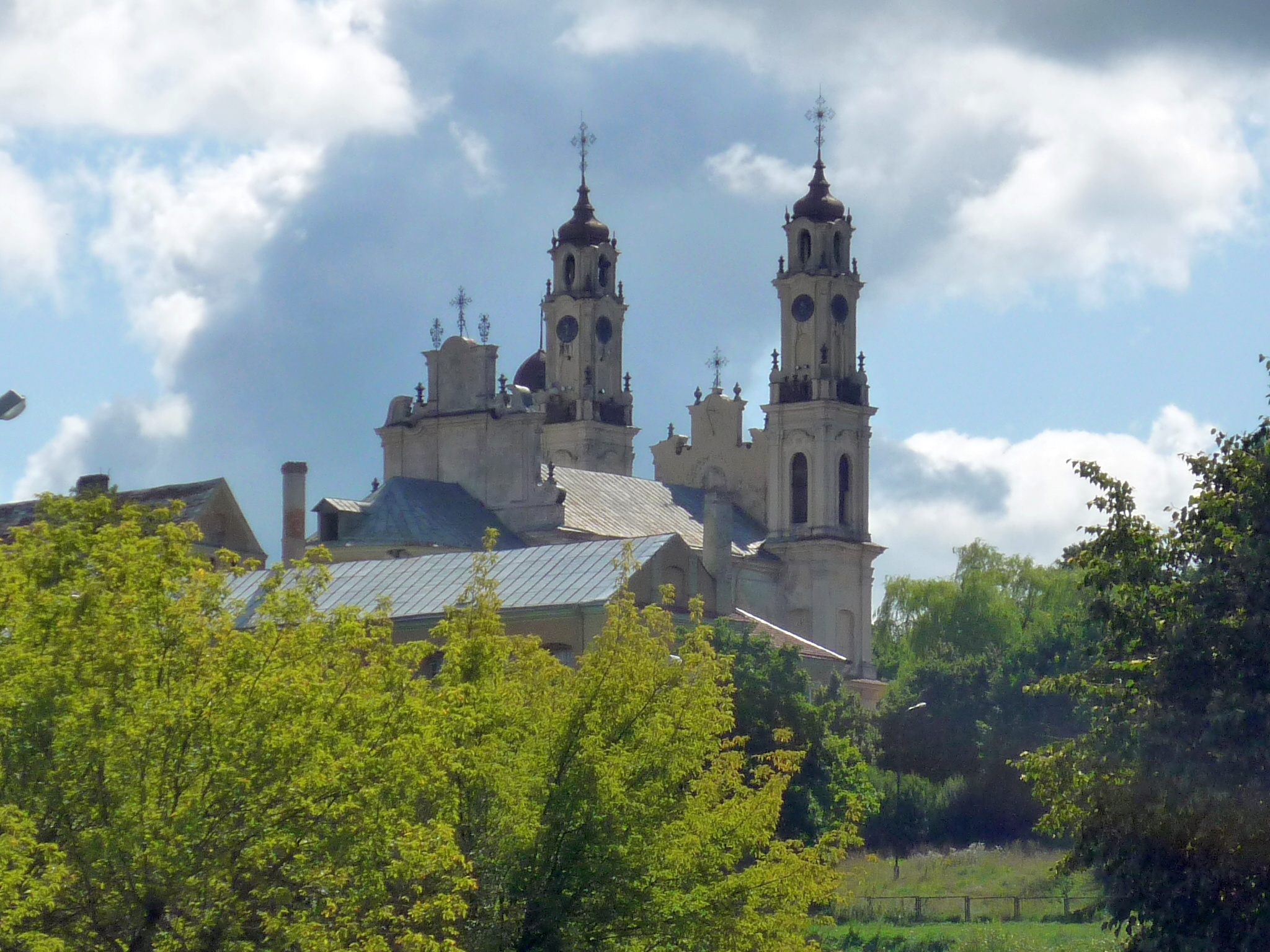
Kościół Wniebowstąpienia Pańskiego i klasztor Misjonarzy.
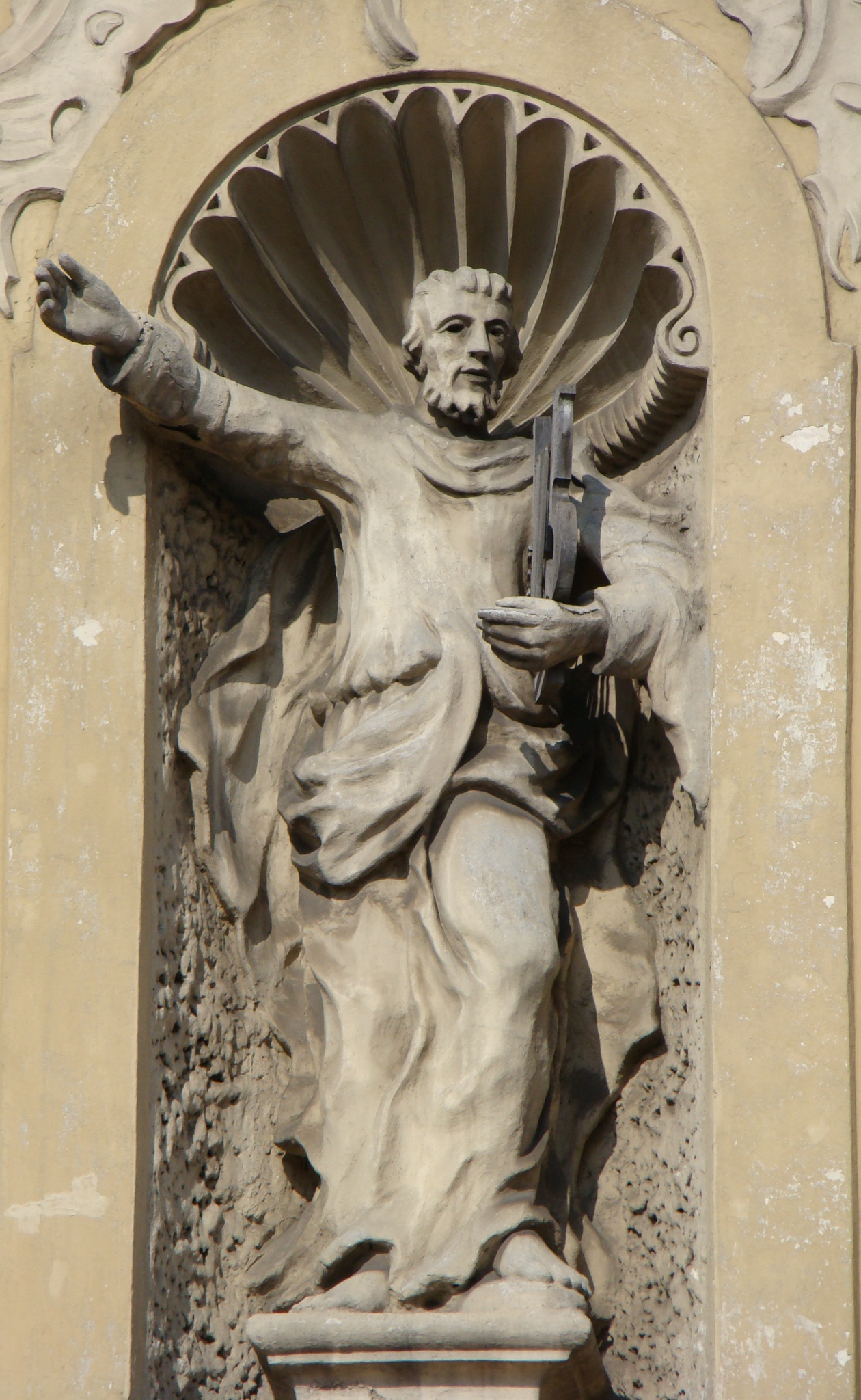
Posąg Davida na fasadzie Kościoła Wniebowstąpienia Pańskiego.
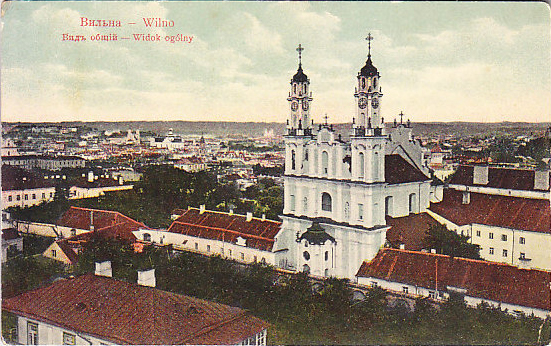
S. Fleury 1896 r.

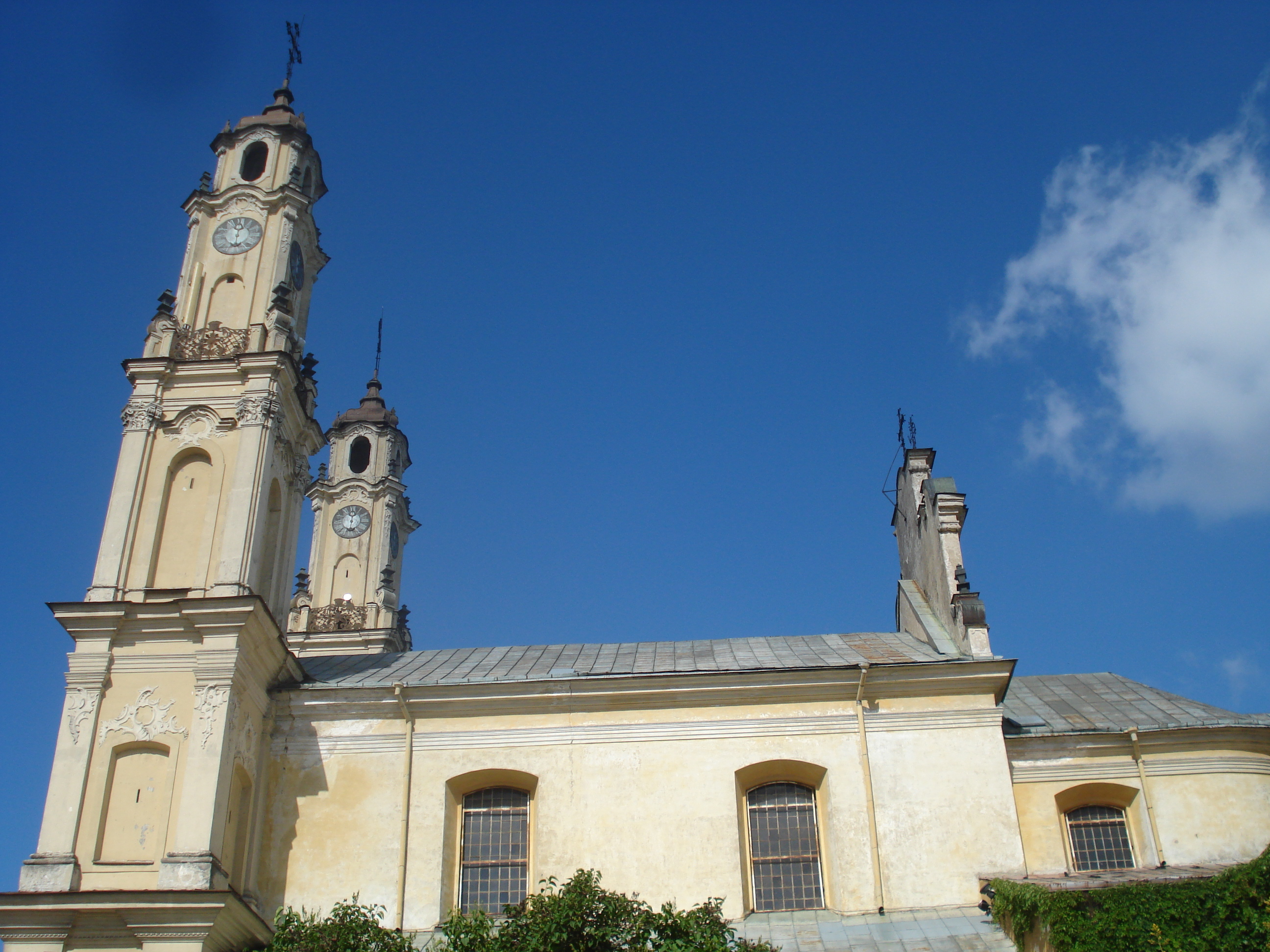
Kościół Wniebowstąpienia Pańskiego.
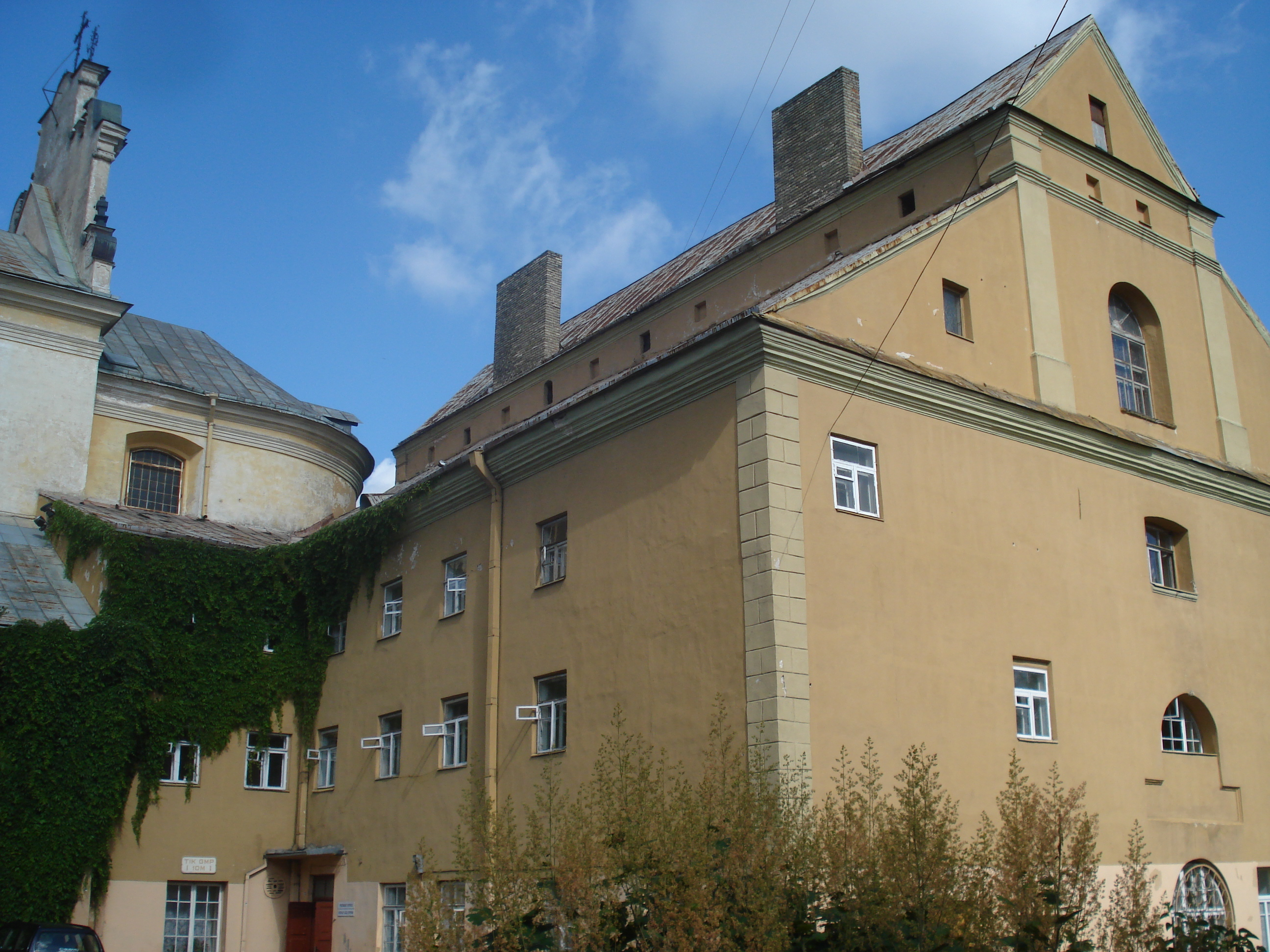
Kościół Wniebowstąpienia Pańskiego.
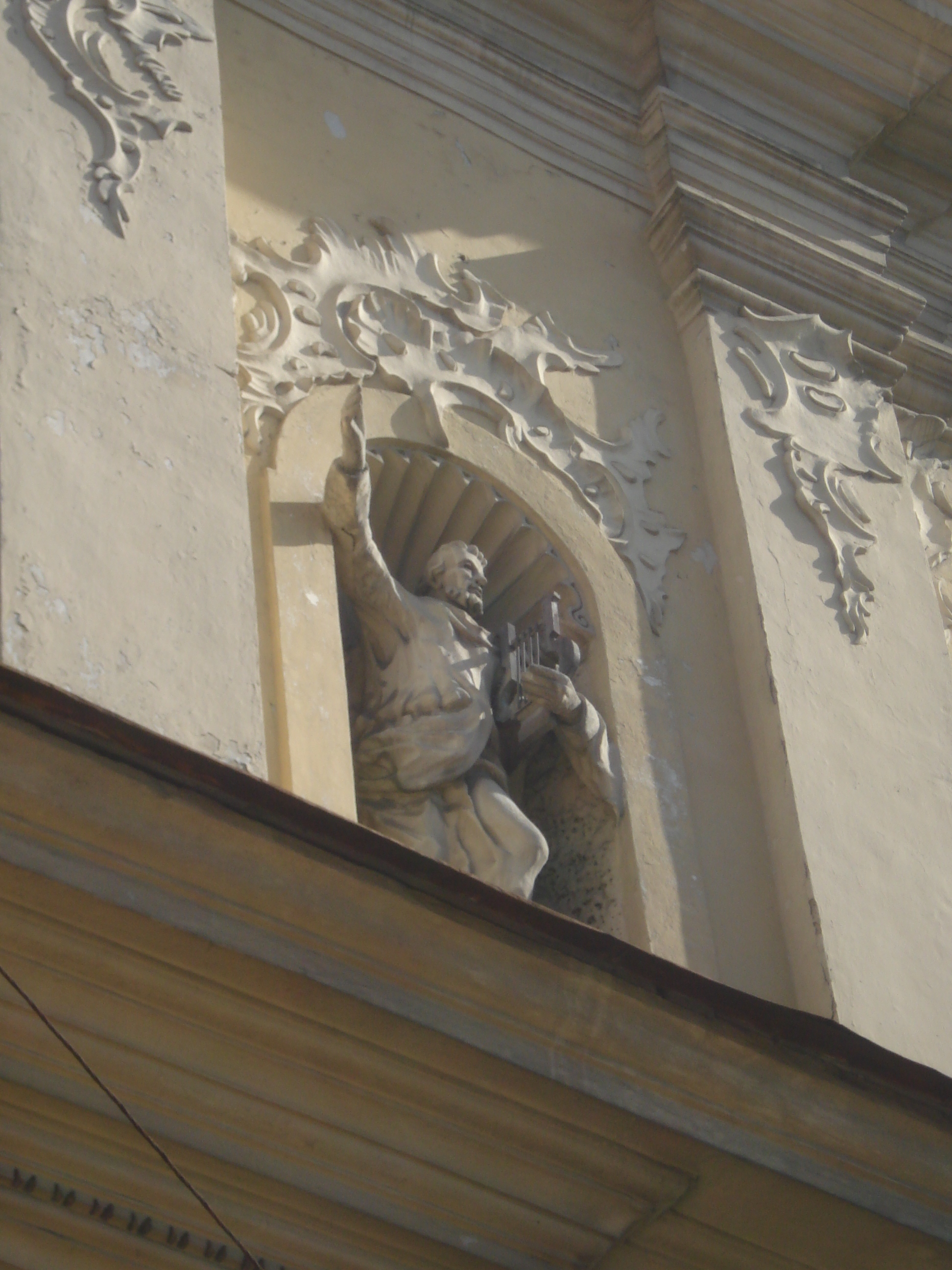
Kościół Wniebowstąpienia Pańskiego.
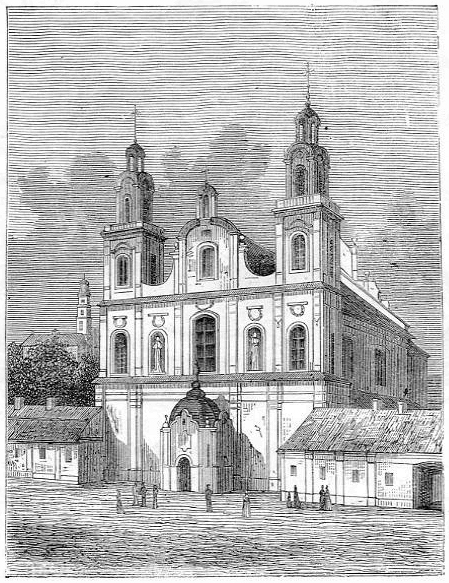
Wilno, 1876 r.